# لافاييت (مقاطعة شبوا)
لافاييت، مقاطعة شبوا (بالإنجليزية: Lafayette, Chippewa County, Wisconsin)‏ هي بلدة تقع بولاية ويسكونسن في الولايات المتحدة. تبلغ مساحتها 101.3 (كم²)، وترتفع عن سطح البحر 297 م، بلغ عدد سكانها 5765 نسمة في عام 2010 حسب إحصاء مكتب تعداد الولايات المتحدة وتصل الكثافة السكانية فيها 58.1 نسمة/كم2.

## وصلات خارجية
- The US50 - Cities and Towns in Wisconsin State
- Wisconsin Cities and Towns, Facts, Map, Flag, Colleges, Government, and More